# Île Fiorèse
Die Île Fiorèse (vormals französisch Le Taureau ‚Der Stier‘) ist eine kleine Insel im Géologie-Archipel vor der Küste des ostantarktischen Adélielands. Sie ist eine der Inselgruppe Les Sept-Îles.
Französische Wissenschaftler benannten sie zunächst nach dem Sternbild Stier. 1999 wurde Insel umbenannt nach dem Hubschrauberpiloten Bruno Fiorèse, der am 8. Februar 1999 gemeinsam mit zwei weiteren Besatzungsmitgliedern beim Absturz eines Hubschraubers nahe der Dumont-d’Urville-Station ums Leben gekommen war.